# Abdul Majid Kubar
Abdul Majid Kubar (àrab: عبد المجيد كعبار, ʿAbd al-Majīd Kuʿbār) (9 de maig de 1909-1986) fou un polític libi. Fou primer ministre de Líbia entre maig de 1957 i octubre de 1960.